# Grästjärnen (Grythyttans socken, Västmanland, 661797-143708)
Grästjärnen är en sjö i Hällefors kommun i Västmanland och ingår i Göta älvs huvudavrinningsområde.